# لغة التحويل
لغة التحويل هي لغة حاسوب مصممة لتحويل بعض نصوص الإدخال في لغة رسمية معينة إلى نص إخراج معدل يلبي هدفًا محددًا. تحتوي أنظمة تحويل البرنامج مثل Strategyo / XT وTXL وتوم وDMS وASF + SDF على لغات تحويل كمكون رئيسي. إن لغات التحويل لهذه الأنظمة مدفوعة بأوصاف تعريفية لهيكل نص الإدخال (عادة قواعد اللغة)، مما يسمح بتطبيقها على مجموعة واسعة من اللغات والوثائق الرسمية.
لغات الماكرو هي نوع من لغات التحويل لتحويل لغة التعريف إلى لغة برمجة أعلى محددة مثل جافا، سي++، فورتران أو إلى لغة تجميع ذات مستوى أقل. في الفضاء التقني الهندسي المدفوع بالنموذج، هناك لغات تحويل للنموذج، والتي تأخذ كنماذج إدخال تتوافق مع نموذج نموذجي معين وتنتج كنماذج إخراج تتوافق مع نموذج مختلف. مثال على هذه اللغة هو معيار استعلام / عرض / تحويل، مجموعة إدارة الكائنات.
هناك أيضًا لغات منخفضة المستوى مثل عائلة Lx التي يتم تنفيذها بواسطة طريقة التمهيد. يمكن اعتبار لغة L0 كمجمّع للغات التحويل. هناك أيضًا لغة رسومية عالية المستوى مبنية على Lx تسمى MOLA.
هناك عدد من لغات تحويل لغة الترميز القابلة للامتداد. وهي تشمل Tritium وتحويل لغة الأسلوب الموسع وإكس كويري ودفق تحويلات لغة الترميز القابلة للامتداد وFXT وXDuce وCDuce وHaXml وXMLambda وFleXML.